# Nikon D3100
D3000 D3200
Le Nikon D3100 est un appareil photo réflex numérique, présenté par Nikon le 19 août 2010. Il remplace le D3000 comme réflex d'entrée de gamme depuis la fin septembre 2010 (présenté le 30 juillet 2009). Au moment de sa commercialisation, le D3100 fut vendu en kit avec le zoom 18-55mm pour un prix conseillé de 599 euros.

## Caractéristiques du Nikon D3100

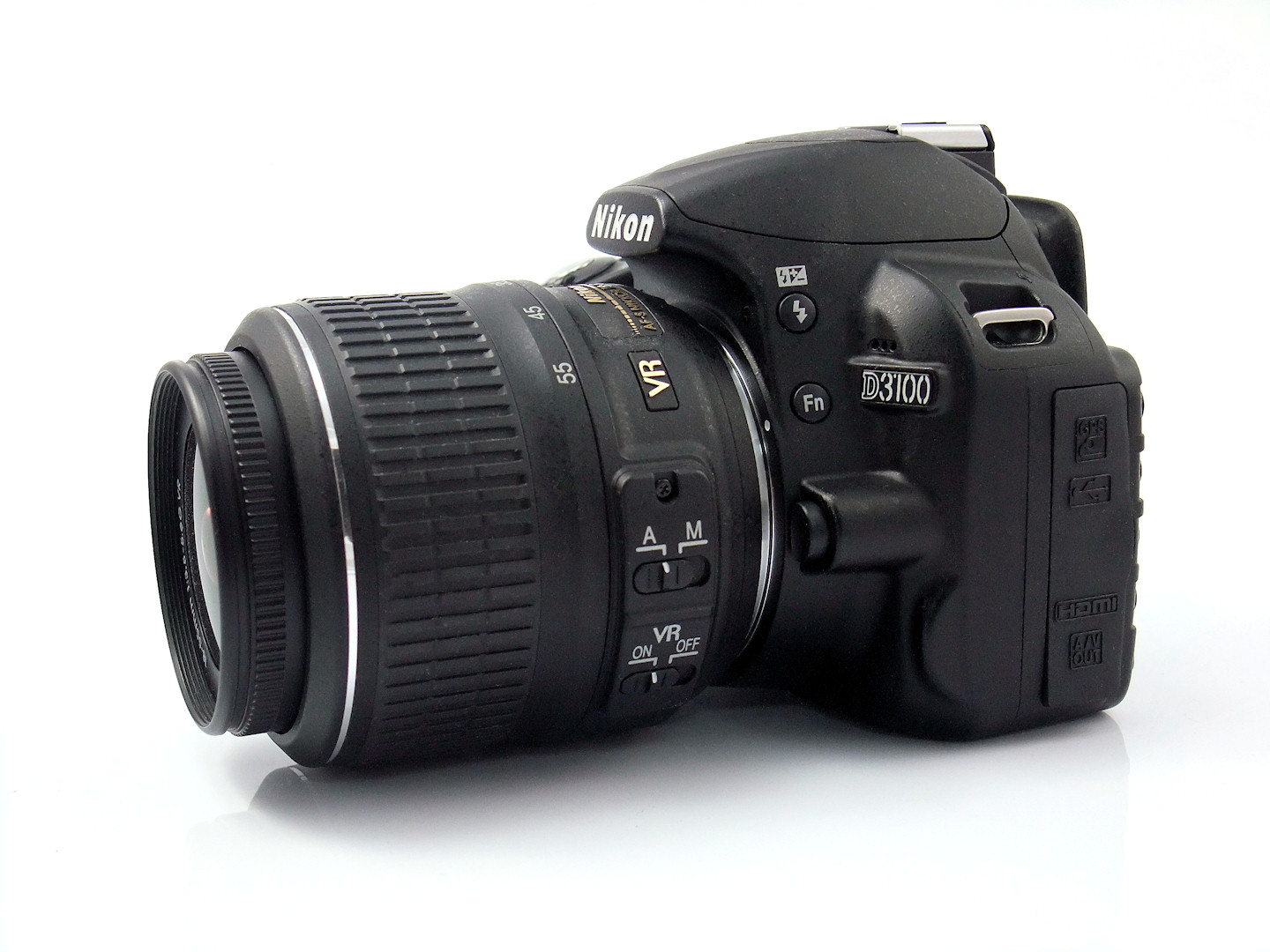
Nikon D3100.

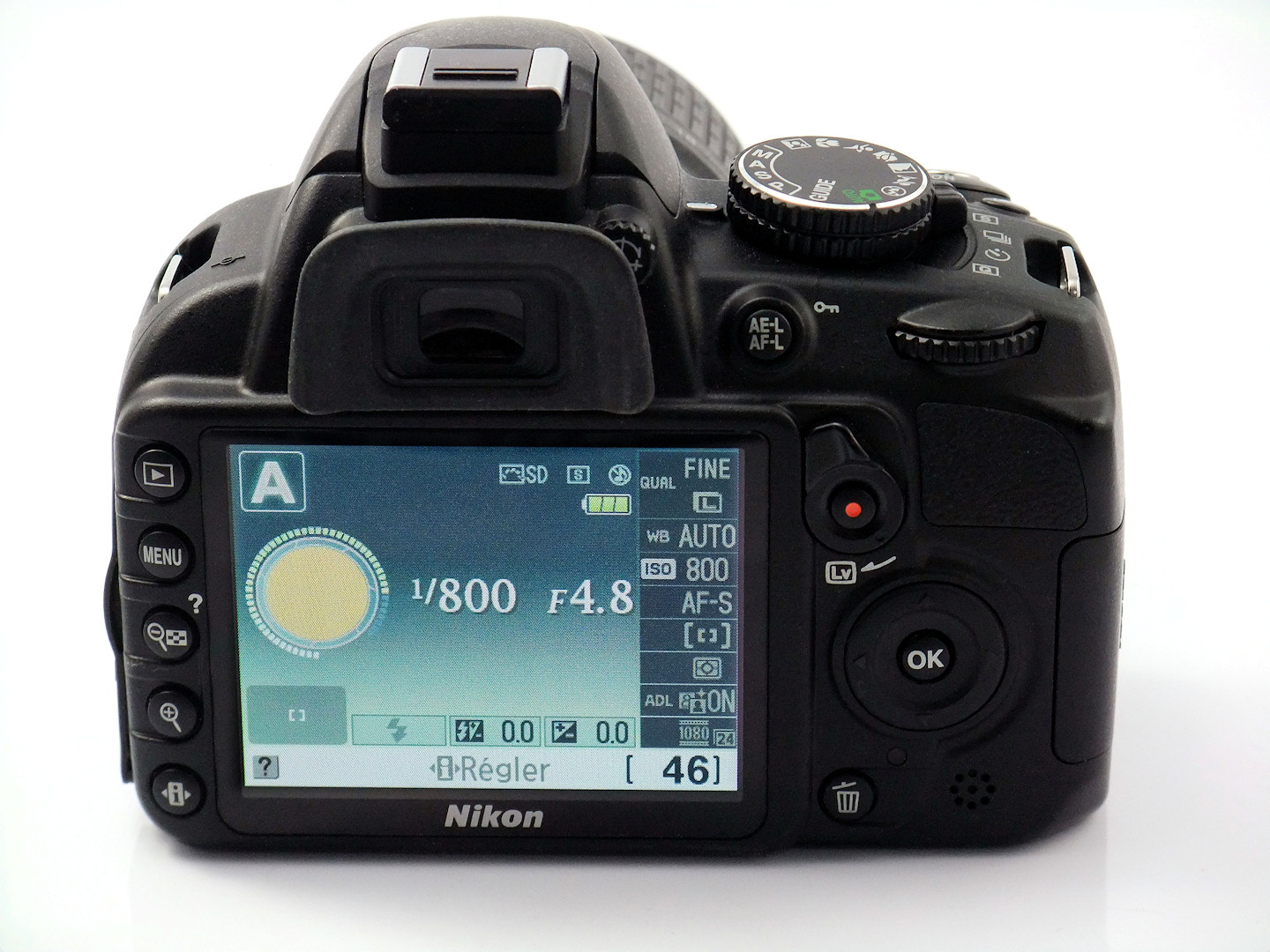
Nikon D3100, face arrière.

- Capteur CMOS 14,2 mégapixels au format Nikon DX.
- Processeur d'images Nikon EXPEED 2.
- Correction d'exposition / contraste : Active D-Lighting
- Écran TFT de 3 pouces (7,62 cm) avec une définition de 230 000 points.
- Mode rafale à 3 images par seconde.
- Retardateur de 2 ou 10 secondes.
- Mise au point autofocus avec le système Multi-CAM 1000 à 11 collimateurs.
- Sensibilité ISO du capteur allant de 100 à 3 200 (extensible de 6 400 à 12 800).
- Mode de prise de vue silencieux.
- Double système anti-poussière par vibration du filtre passe-bas et contrôle du flux d'air.
- Format des fichiers : 
  - JPEG avec un taux de compression fin (environ 1:4), normal (environ 1:8) ou de base (environ 1:16) ;
  - NEF (fichier RAW sans perte de Nikon, compression des couleurs sur 12 bits) ;
  - NEF + JPEG Fine.
- Alimentation par accumulateur lithium-ion EN-EL14.
- Mode « guide ».
- Enregistrement de maximum 10 minutes de vidéo en :
  - Full HD 1080p 24 images par seconde ;
  - HD 720p 30/25/24 images par seconde.
- Compression vidéo avec les codecs H.264/MPEG-4 AVC (Advanced Video Coding).
- Mise au point automatique en mode vidéo.
- Connecteur pour module GPS. Le GPS enregistrant directement dans les données EXIF de la photographie les coordonnées de la prise de vue, l'altitude par rapport au niveau de la mer, l'orientation de la vue (seulement modules avec boussole intégrée), date GPS, horaire GPS.
- Durée de vie d'environ 100 000 cycles pour le déclencheur et le boitier.

### Accessoires optionnels
- Télécommande filaire MC-DC2.
- Recepteur GPS (pour géotag GPS) GP-1.